# Głos Dziennik Pomorza
Głos Dziennik Pomorza – gazeta powstała z połączenia trzech dzienników regionalnych („Głos Szczeciński”, „Głos Pomorza”, „Głos Koszaliński/Głos Słupski”), ukazująca się na terenie województwa zachodniopomorskiego oraz byłego województwa słupskiego. Pierwszy numer wydano 12 stycznia 2007 roku.

## Wydania gazety
Pismo ukazuje się w trzech wydaniach regionalnych (A,B,C). Wspólną częścią szat graficznych mutacji jest tylko tytuł „Głos” i podtytuł „Dziennik Pomorza” na niebieskim (w „Głosie Pomorza” czerwonym) tle.

### Wydanie A –Głos Pomorza
Powiaty:
- Miasto na prawach powiatu Słupsk
- Słupski
- Lęborski
- Bytowski
- Człuchowski

### Wydanie B –Głos Koszaliński
Powiaty:
- Miasto na prawach powiatu Koszalin
- Koszaliński
- Białogardzki
- Sławieński
- Kołobrzeski
- Szczecinecki
- Świdwiński
- Drawski

### Wydanie C –Głos Szczeciński
Powiaty:
- Miasto na prawach powiatu Szczecin
- Miasto na prawach powiatu Świnoujście
- Policki
- Kamieński
- Gryficki
- Goleniowski
- Łobeski
- Gryfiński
- Pyrzycki
- Stargardzki
- Myśliborski
- Choszczeński